# Legend of Legaia
Legend of Legaia (レガイア伝説?, Regaia Densetsu) è un turn-based RPG sviluppato per PlayStation. Il giovane protagonista Vahn, dovrà salvare il mondo dalla minaccia della "Nebbia" insieme ai suoi amici Noa e Gala.
Nel 2001 è uscito il sequel intitolato Legaia 2: Duel Saga pubblicato per PlayStation 2.

## Trama
Quando Dio creò il mondo, creò anche l'uomo; questi era troppo debole rispetto alle altre creature, fino a quando non apparvero misteriosi esseri chiamati Seru, che si unirono all'uomo migliorandone forza e intelligenza. Così l'uomo poté sopravvivere e sviluppare la civiltà. Tuttavia, fece la sua comparsa sulla terra anche una misteriosa Nebbia (The Mist), che rese malvagi e feroci i Seru al punto che, se uniti ad un essere umano, ne prendevano totalmente il controllo, trasformandoli così in mostri-seru. Questi attaccavano tutti gli uomini non muniti di Seru. L'umanità così cadde presto nel caos. 

### Rim Elm e il Regno di Drake
Il gioco inizia nel villaggio di Rim Elm, nel Regno di Drake, uno dei tre continenti che compongono il mondo di Legaia, dove vivono i pochi superstiti. Il personaggio principale è Vahn, un ragazzo di 14 anni che presto sosterrà la prova per diventare adulto e potrà quindi uscire dal villaggio per cacciare assieme agli altri cacciatori. Il giorno prima, però, i cacciatori tornano con un loro compagno morto, il padre di Mei. La sera stessa si sentono degli strani rumori provenire al di fuori delle alte mura che isolano il villaggio e lo proteggono dai mostri; poco dopo fa la sua comparsa un essere di nome Zeto, che propone di accettare la nebbia come unica possibilità di felicità per gli uomini, mentre un enorme mostro distrugge il muro e i mostri-seru invadono il villaggio di Rim Elm. 

### L'albero della Genesi
Vahn si dirige all'Albero della Genesi (Genesis Tree), un vecchio albero al centro del villaggio che in quel momento brilla intensamente. In quel luogo vive il Ra-Seru "Meta", un Seru di livello superiore che non subisce gli effetti della Nebbia. Meta chiede quindi a Vahn di aiutarlo a resuscitare l'Albero della Genesi, utilizzando però tutto il potere del villaggio. Una volta rivitalizzato, l'Albero allontana la Nebbia e distrugge tutti i Seru maligni. Vahn, ormai unito a Meta, inizia così il suo viaggio per risvegliare gli altri alberi della vita e debellare la minaccia della Nebbia per sempre. La prima tappa è il castello di Drake, da tempo avvolto dalla Nebbia. Qui gli abitanti, accortisi dell'arrivo imminente della minaccia, si chiusero in gabbie indossando tutti dei Seru, in modo da tenere al sicuro il resto della popolazione qualora fossero stati posseduti. Vahn supera il castello e raggiunge il Monte Rikuroa (Mt. Rikuroa), una montagna sulla quale è presente un altro Albero della Genesi, abbastanza potente da allontanare la Nebbia sia dalla montagna che dal castello.
La visuale poi si sposta verso una caverna dove si incontra Noa, una ragazzina di 12 anni, orfana, che vive con un lupo in grado di parlare e che ha allevato la ragazza come una figlia, dotato di un Ra-Seru di nome Terra. Insieme si recano al Monte Rikuroa, arrivando per primi alla cima, ma di nuovo appare Zeto, che richiama un suo servo, Caruban, che ferisce gravemente Terra. Quando Zeto se ne va, Vahn e Meta arrivano giusto in tempo, per consentire a Noa e a Vahn di sconfiggere Caruban. L'albero viene così rivitalizzato e resuscitato, mentre Terra si unisce a Noa nello stesso modo in cui Meta si era unito a Vahn. I due ritornano al Castello di Drake, ormai libero dalla schiavitù della Nebbia, dove il re consegna loro una chiave per poter oltrepassare il fiume e arrivare al Monastero di Biron. Questo luogo è ben noto, perché coloro che vi fanno parte non sviluppano le loro abilità con i Seru, ma lo fanno "nel modo tradizionale", tramite il duro allenamento, ed anzi, rifiutano categoricamente il loro utilizzo. In questo monastero si è rifugiata la madre di Mei, una ragazza amica di Vahn a Rim Elm, e che, il capo del villaggio gli aveva richiesto di trovare. Il posto dà accesso a due foreste, Voz Est e Voz Ovest. In ognuna di esse vi è un albero da poter resuscitare. I ragazzi accompagnati da un monaco, Gala, che ha raggiunto il grado massimo, vanno nella foresta Voz Ovest, mentre Songi, un altro monaco dello stesso livello di Gala, e altri monaci si recano a Voz Est. I tre ragazzi scoprono che l'Albero è morto, ma al suo interno vi è un uovo di Ra-Seru (Ra-Seru Egg). Tornati a Biron, lo trovano quasi distrutto, avvolto dalla nebbia. Parlando con il capo Zopu, vengono a sapere che Songi li ha traditi.
Partiti per l'altra foresta i tre arrivano nei pressi dell'Albero della Genesi, ma a fermarli c'è Songi, che possiede una specie di Seru, che non sembra esserne influenzato, anzi si vanta di non essersi mai sentito meglio. Lui sfida Gala, ma viene sconfitto in pochi secondi. Songi chiama due Viguro, mostri Seru in grado di effettuare attacchi di tipo fulmine, per mettere alla prova i ragazzi deridendoli per la loro debolezza. Una volta sconfitti, Noa e Vahn resuscitano l'Albero, mentre l'uovo di Ra-Seru si schiude, dal quale nasce Ozma, che si unisce a Gala, all'inizio riluttante, ma conscio che non vi è altro modo per riuscire a compiere la missione di rimuovere la Nebbia. Per aver infranto la somma regola del monastero, Gala ne viene cacciato, per cui si unisce a Vahn e Noa. Intanto le forze congiunte dei tre Alberi della Genesi rivelano l'entrata di una base sotterranea dalla quale fuoriesce la Nebbia. Entrati nella base, Gala affronta da solo Songi e lo sconfigge, costringendolo alla fuga. Il gruppo si troverà poi davanti al Generatore di Nebbia (Mist Generator),e, poco prima di distruggerlo, appare di nuovo Zeto che affronta il gruppo, trasformandosi in un mostro. Ucciso Zeto, il gruppo distrugge il primo Generarore liberando così il primo dei tre continenti di Legaia.
Il secondo continente da liberare sono le Isole Sebucus (Sebucus Islands), un arcipelago vulcanico. La prima città dove giungono i tre, si chiama Jeremi, un luogo posseduto dai Seru. L'Albero della Genesi di Jeremi si trova nella torre panoramica. Arrivati in cima, vedono un mostro dalle sembianze disgustose, chiamato Berserker, che sta assorbendo l'energia dell'Albero. Dopo averlo battuto, gli eroi risvegliano l'Albero, così la città ritorna alla normalità. In seguito incontrano Zalan, il gioielliere delle città, che chiede di andare nella città di Vidna, che, grazie a delle turbine eoliche e al sottosuolo vulcanico delle Sebucus, non è rimasto vittima della Nebbia, e di trovare sua moglie e suo figlio. Poi si scoprirà che la moglie di Zalan è morta, ma il figlio, saputo che il padre è vivo e vegeto, partirà subito per raggiungerlo. I tre amici arrivano ad Octam, città totalmente deserta. Qui incontrano Cara, una donna misteriosa che gli rivela che gli abitanti si sono rifugiati sottoterra, dove l'unico modo per entrare è attraverso i Cancelli d'ombra (Shadow Gates), per i quali devono chiedere a Zalan la Star Pearl, un gioiello che gli permetterà di entrare in un sentiero sotterraneo e raggiungere Octam.
Arrivati nella città sotterranea, i tre incontrano il profeta Hari (che ha l'aspetto di tre bambini in grado di vedere il passato, il presente ed il futuro) capace di entrare in contatto con Rem, il dio del tempo e del sonno, al quale chiederà di sconfiggere il seguace della Nebbia che sta provocando dei terremoti. Nel corso di uno di questi, la casa di Hari crolla e tutti e tre Hari muoiono. Vahn, Noa e Gala incontrano Xain, una specie di toro centauride molto forte, è lui la causa di tutti i terremoti. Quando viene sconfitto, Xain usa il resto delle sue energie per congelare la lava circostante. Ritornati nei sotterranei di Octam, il sindaco della città chiede ai protagonisti di andare a Vidna, che, per colpa della lava congelata, è stata catturata dalla Nebbia poiché le pale eoliche si sono fermate. Qui i cittadini hanno trovato rifugio in un sotterraneo preparato apposta per questo tipo di emergenza, ma adesso sono bloccati li. In seguito i tre vanno a Ratayu, un'altra città occupata dai Seru maligni. Nel palazzo reale incontrano Saryu, il re di Ratayu, che stranamente riesce a resistere al possesso dei Seru, e consegna ai nostri eroi, la chiave per accedere al Mt.Letona allo scopo di resuscitare un Albero della Genesi.
Qui l'Albero è circondato da una barriera eretta da Songi, il quale appare prontamente e stavolta sfida l'intero gruppo. Sconfitto di nuovo, si ritira disattivando la barriera, resuscitando l'Albero. Stranamente i cittadini di Ratayu sono tutt'altro che felici di essere ritornati normali. Infatti i ragazzi scoprono che la figlia del locandiere è stata scelta per diventare un "Sposa Seru" (Seru Bride): ogni ragazza scelta per questo ruolo non è mai tornata. Noa decide di prendere il posto della ragazza scoprendo che quelle fanciulle in realtà servono per alimentare lo Uggernault, un Seru gigantesco simile quello che ha distrutto le mura di Rim Elm. I tre protagonisti lottano contro Saryu, a suo tempo impossessato da un Sim-Seru, un tipo di Seru che non ha bisogno della Nebbia e non fa perdere le proprie facoltà mentali. Saryu distruggerà tutta la camera e donerà un'altra chiave agli eroi per raggiungere il castello di Dohati, sede del secondo Generatore. Una volta sconfitto Dohati, Vahn, Noa e Gala, tramite i vagoni volanti di Octam, raggiungono il Regno di Karisto, l'ultimo dei tre continenti.
Arrivano a Sol, la più grande città del mondo, dall'aspetto di una immensa torre cava, dove la nebbia si è fermata ai piani inferiori, mentre il resto del popolo vive nei piani alti, privo di ogni contatto con l'esterno. Qui combattono Gaza, un vecchio cavaliere che ha perso figli e nipoti a causa dei mostri della nebbia e che combatte ogni giorno contro di essi per vendetta; Gaza non vuole che la nebbia svanisca, altrimenti perderebbe il suo scopo. Una volta sconfitto il cavaliere, i giovani cercano di ricondurlo alla ragione, ma questi viene rapito da Songi, sotto i loro occhi. A questo punto decidono di concentrarsi sull'Albero della Genesi di Sol il quale è solo un germoglio, e, mentre lo inducono alla crescita, giunge Songi che riporta Gaza con sé potenziandolo con un Sim-Seru. L'anima morente di Gaza servirà a resuscitare l'Albero. La tappa seguente è Buma, sede di tre Alberi della Genesi, congelati insieme all'intero villaggio. I protagonisti incontrano il Dottor Usha, che gli rivela che, per resuscitare gli alberi, devono uccidere Koru, un Seru gigantesco in grado di congelare tutto assorbendo al suo interno il calore esterno. Per ucciderlo devono andare ad Uru Mais ed ottenere da Tieg, un dio, Gocce di Fuoco in grado di creare bombe capaci di uccidere il Koru. Ad Uru Mais vengono svelati i ricordi ed i segreti dei tre ragazzi. Arrivati a Nivora Ravine, il luogo dove Koru vive, i tre ragazzi si dividono per posizionare le bombe, ma, prima che riescano ad attivarle spuntano i fratelli Delilas, assassini al soldo di coloro che creano la nebbia (già apparsi nei Cancelli d'ombra) che affrontano singolarmente i ragazzi. Una volta sconfitti attivano le bombe, ma Koru, benché morente, non viene ucciso.
Gli assassini, sopravvissuti alla caduta, non demordono e si fondono con Koru minacciando di esplodere per distruggere tutto nell'arco di chilometri. Uccisi definitivamente insieme al mostro, i ragazzi possono finalmente resuscitare i tre Alberi di Buma. Qui ritrovano Cara che gli chiede di riportare Grantes a Buma, e, una volta fatto, lui gli consegnerà un flauto magico, un flauto speciale per chiamare i Soren, una tribù che usa i Seru come ali, situata nei pressi del Mt.Dhini, ai quali lui un tempo apparteneva. I Soren li portano nel loro accampamento e da lì nella Fortezza Fluttante, un'enorme struttura che emette la nebbia in tutto il continente. Qui devono lottare contro Zora. Nel frattempo giunge Songi che finisce Zora con un solo colpo azionando l'autodistruzione del Generatore.
Sfuggiti per un soffio al crollo della struttura, i ragazzi vengono portati a Conkram, dai Soren, città natale di Noa. Conkram è sotto l'influenza di un enorme Sim-Seru a forma di conchiglia. I tre incontrano prima il re, la regina di Conkram, e i genitori di Noa. Entrambi affermano che per distruggere l'ultimo Generatore dovranno viaggiare nel passato e ottenere un Nemesis Gem, che permetterà loro entrare nella fortezza. Qui, indietro nel tempo, scopriranno che durante la famosa guerra tra Sol e Conkram, il principe di quest'ultima, Cort,  fratello di Noa, aveva creato la Nebbia come arma da guerra. In seguito ad un malfunzionamento, i tre devono viaggiare nella Torre di Rogue, torre dove si trovano tutti i Ra-Seru traditori e malvagi. Una volta chiusa l'entrata, il re donerà loro la gemma. Entrati nella Fortezza Assoluta, combattono prima Jette e poi Cort. La Nebbia sembra essere distrutta per sempre. Ritornati a Conkram vedono che l'enorme conchiglia si è chiusa morendo, portando con sé ogni abitante di Conkram, anche i genitori di Noa.
Mentre tutti sono a Rim Elm, appare Songi che fonde il villaggio con Juggernault, e viaggia verso Seru-Kai, la terra dei Seru buoni. I tre ragazzi lo inseguono e lo sconfiggono. Songi muore perché il suo Ra-Seru maligno è morto; solo esseri con Seru possono stare nel Seru-Kai. In quel luogo vi è l'Anziano Albero della Genesi, creatore di tutti gli Alberi visti finora e rigenerati. Songi gli ha sottratto tutta l'energia, ma grazie al sacrificio dei tre spiriti di Hari, l'Albero non è del tutto morto. I tre entrano dentro Juggernault, e, arrivati nel suo punto vitale, scoprono che Cort è vivo e si è unito a bestione. Ucciso Cort, i tre Ra-Seru Meta, Terra e Ozma si sacrificano per riportare Rim-Elm alla normalità. La Nebbia è finalmente distrutta per sempre.
Alla fine Vahn, mentre parla con suo padre e sua sorella, vede arrivare il Dottor Usha. Questo vuole scrivere un libro su Vahn e le sue avventure, e, secondo la sua stima, più della metà dei Seru moriranno entro un anno perché la loro fonte di vita, L'Anziano Albero della Genesi, era morto.

## Modalità di gioco
Il videogioco è un classico GDR a turni, diviso in fasi esplorative del mondo esterno, con lotte a turni dove inizialmente si controlla il giovane Vahn e in seguito il resto del party. Le battaglie avvengono a turni, ma la particolarità del gioco consiste, che al momento dell'attacco un personaggio possa selezionare un certo numero di colpi in diverse direzioni, creando così delle combo che possono generare potenti tecniche specifiche per ogni personaggio.